# A természet világa (irodalmi mű)
A természet világa egy 20. század első felében megjelent nagy terjedelmű magyar nyelvű természettudományos–enciklopédikus jellegű mű volt.
Az 1938 és 1942 között a Királyi Magyar Természettudományi Társulat jóvoltából megjelent, összességében mintegy 4100 oldal terjedelmű mű jelenleg nem rendelkezik sem reprint, sem elektronikus kiadással. Az egyes kötetek a következők voltak:
| Kötetszám | Kötetcím                    | Kiadási év |
| --------- | --------------------------- | ---------- |
| I.        | A csillagos ég              | 1938       |
| II.       | A légkör                    | 1939       |
| III.      | A Föld és a tenger          | 1939       |
| IV.       | A Föld és az élet története | 1939       |
| [V.]      | A kémia és vívmányai I.     | 1940       |
| [VI.]     | A kémia és vívmányai II.    | 1940       |
| [VII.]    | A növény és élete I.        | 1941       |
| [VIII.]   | A növény és élete II.       | 1941       |
| [IX.]     | Az állat és élete I.        | 1942       |
| [X.]      | Az állat és élete II.       | 1942       |